# Stenhelia bermudensis
Stenhelia bermudensis är en kräftdjursart som beskrevs av Coull 1969. Stenhelia bermudensis ingår i släktet Stenhelia och familjen Diosaccidae. Inga underarter finns listade i Catalogue of Life.